# Mezcla ideal
La mezcla ideal es un modelo de mezcla en el cual el volumen, la energía interna y la entalpía de la mezcla es igual al de los componentes puros por separado, es decir el volumen, la energía y la entalpía de mezcla es nula. Cuanto más se acerquen a estos valores a los de una mezcla real, más ideal será la mezcla. Alternativamente una mezcla es ideal si su coeficiente de actividad es 1. Este coeficiente es el que mide la idealidad de las soluciones. Simplifica enormemente los cálculos y se usa de referencia para las mezclas reales.

## Modelos de mezcla
El potencial químico es la magnitud termodinámica que se modeliza puesto que el conocimiento esta para todos los componentes es equivalente a la energía libre de Gibbs, que como potencial termodinámico que es, contiene toda la información del sistema.
En una mezcla real el potencial químico es función de la temperatura, la presión y la composición de la mezcla. Los modelos de mezcla tratan de simplificar esta dependencia eliminando variables. Los modelos son de la forma:

{\displaystyle \mu _{i}(T,P,x_{i})=\mu _{i}^{\circ }(T,P)+RT\ln x_{i}}

Donde con la letra {\displaystyle \mu _{i}} indicamos el potencial químico del componente {\displaystyle i} y con el superíndice {\displaystyle ^{\circ }} indicamos un estado de referencia. Un modelo se diferencia de otro en el estado de referencia que se fija. Es importante notar que en el modelo el potencial químico del componente {\displaystyle i} solo  depende de la proporción de este elemento en la mezcla y no de la composición exacta de la mezcla en su totalidad.

## Modelo de mezcla de gases ideales
Es el modelo más simplificado de todos. Solo es aplicable a mezclas gaseosas a presiones muy próximas al 0 bar donde sus componentes puedan suponerse ideales. Se consigue tomando como estado de referencia el gas ideal denotado por el superíndice {\displaystyle ^{\rm {id}}}:

{\displaystyle \mu _{i}(T,P,x_{i})=\mu _{i}^{\rm {id}}(T,P)+RT\ln x_{i}=\mu _{i}^{\rm {id}}(T,P^{u})+RT\ln {\frac {x_{i}P}{P^{u}}}}

Si derivamos esta ecuación con respecto a {\displaystyle P} obtenemos:

{\displaystyle {\bar {V}}_{i}={\frac {RT}{P}}}

donde la barra horizontal denota magnitud molar parcial.
Por las propiedades de estas magnitudes se cumple:

{\displaystyle V=\sum _{i}n_{i}{\bar {V}}_{i}={\frac {RT}{P}}\sum _{i}n_{i}}

Si identificamos el sumatorio de moles de los distintos componentes con el número de moles totales, {\displaystyle n} y reordenamos tenemos:

{\displaystyle PV=nRT}

que es análoga a la famosa ecuación de estado de los gases ideales.
Si se define la presión parcial, {\displaystyle P_{i}}, de un componente {\displaystyle i} como la presión que ejercerían {\displaystyle n_{i}} moles como componente puro en las mismas condiciones {\displaystyle T} y {\displaystyle V} se tiene:

{\displaystyle P_{i}V=n_{i}RT}

al dividir esta ecuación por 1 obtenemos la conocida ley de Dalton:

{\displaystyle P_{i}=x_{i}P}

## Modelo ideal de mezcla (mezcla ideal)
En este modelo se toma como referencia la sustancia pura a la que vamos a denotar de ahora en adelante por el superindice {\displaystyle ^{*}}.
Este modelo lo siguen mezclas de sustancias cuya molécula sea similar en cuanto a tamaño y estructura. Es un modelo más exigente que el anterior al que engloba. Toda mezcla de gases ideales es una mezcla ideal y por tanto cumple todas las propiedades que se exponen a continuación. La definición del modelo es por tanto:

{\displaystyle \mu _{i}(T,P,x_{i})=\mu _{i}^{*}(T,P)+RT\ln x_{i}}

Teniendo en cuenta la definición de fugacidad se demuestra la equivalencia de la ecuación anterior con:

{\displaystyle f_{i}=x_{i}f_{i}^{*}},

o lo que es lo mismo el coeficiente de actividad es la unidad.
derivando la última ecuación con respecto a la presión obtenemos:

{\displaystyle {\bar {V}}_{i}=V_{i}^{*}}

Es decir el volumen de mezcla es cero.
Si ahora en cambio la derivamos con respecto a la temperatura obtenemos:

{\displaystyle {\bar {H}}_{i}=H_{i}^{*}}

Es decir la entalpía de mezcla es cero.
La energía interna de mezcla también es nula cosa inmediata una vez sabido el volumen y la entalpía por la relación:

{\displaystyle U=H-PV}

la energía de Gibbs específica de mezcla se obtiene de la primera ecuación del modelo:

{\displaystyle G_{\rm {mix}}=RT\sum _{i}x_{i}\ln x_{i}}

De aquí se obtiene la entropía de mezcla por medio de la relación {\displaystyle G=H-TS}:

{\displaystyle S_{\rm {mix}}=-R\sum _{i}x_{i}\ln x_{i}}

- Datos: Q1779030